# Nacip Raydan Coutinho
Nacip Raydan Coutinho (? - 14 de abril de 1962) foi um político brasileiro do estado de Minas Gerais. Foi eleito deputado estadual em Minas Gerais a 4ª legislatura, (1959 a 1963) mas morreu antes de terminar o mandato, sendo substituído pelo deputado Reni Rabelo.